# Acentronura tentaculata
Acentronura tentaculata es una especie de pez de la familia Syngnathidae en el orden de los Syngnathiformes.

## Morfología
De coloración marrón, con proyecciones dermales irregulares, como camuflaje. Las hembras, más delgadas, se parecen más a peces pipa, mientras que los machos, de mayor tamaño, recuerdan más a caballitos de mar. Los adultos y subadultos carecen de aleta caudal.
- Carecen de espinas, teniendo entre 16-17 radios blandos dorsales, 4 radios blandos anales, y de 14 a 16 radios blandos en las aletas pectorales.

- Alcanzan los 63 mm de longitud.[3]

## Reproducción
Es ovovivíparo y el macho transporta los huevos en una bolsa ventral, la cual se encuentra debajo de la cola.

## Hábitat
Es un pez de mar, de clima tropical y asociado a los arrecifes de coral, que vive entre 1-20 m de profundidad.
Normalmente se les ve en parejas, en lechos marinos de hierba o algas que crecen adyacentes a los arrecifes.

## Distribución geográfica
Se encuentra desde el norte del Mar Rojo y Mozambique hasta el Estrecho de Torres y Queensland (Australia ).
Es especie nativa de Arabia Saudí, Australia, Camboya, Filipinas, Madagascar, Mozambique, Omán, Papúa Nueva Guinea y Yibuti.

## Galería

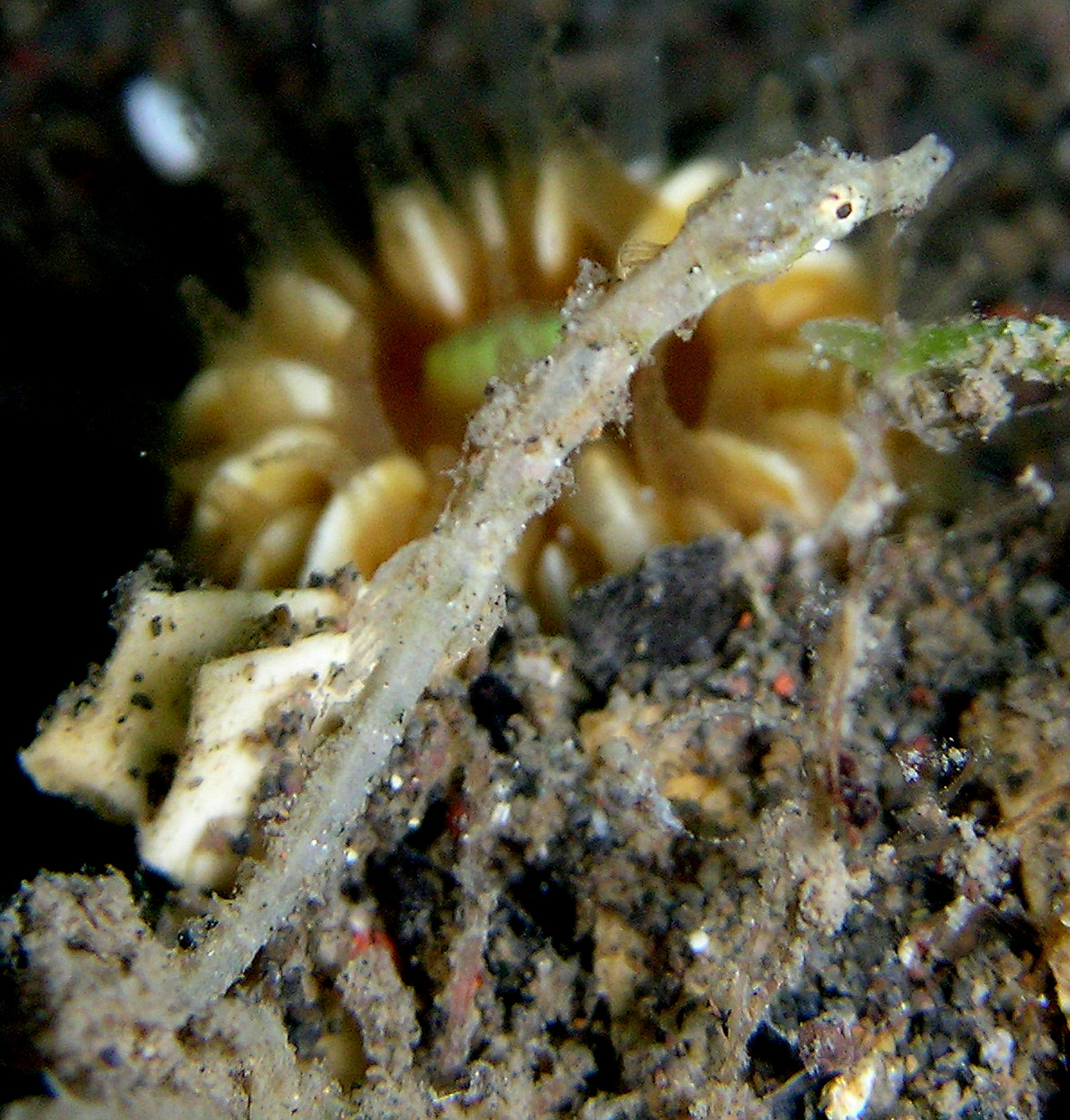
Acentronura tentaculata
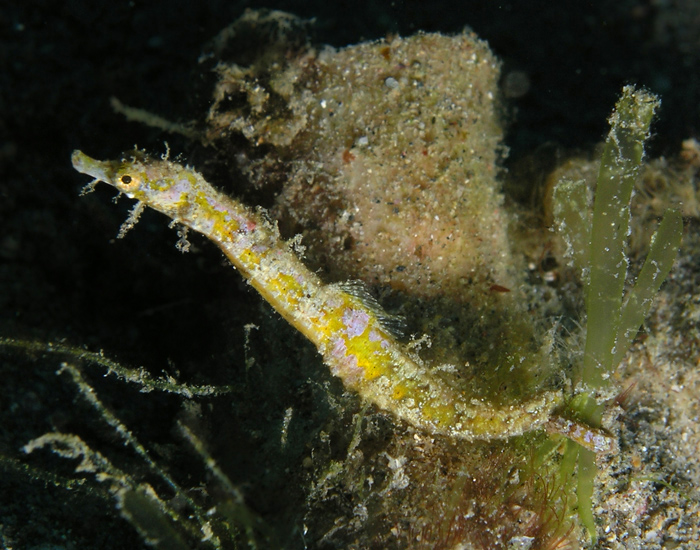
Ejemplar en Timor Este
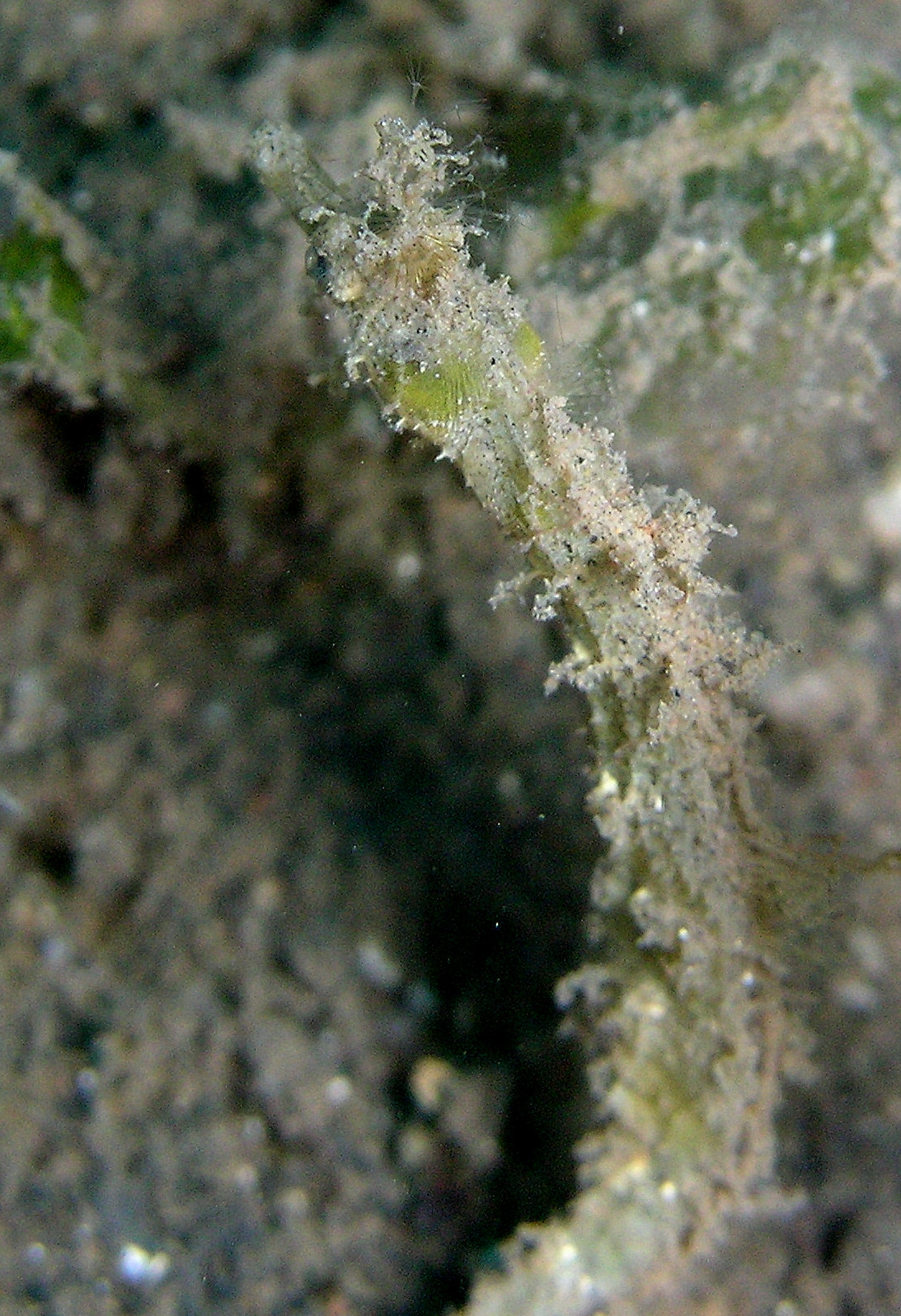
A. tentaculata: el arte del camuflaje
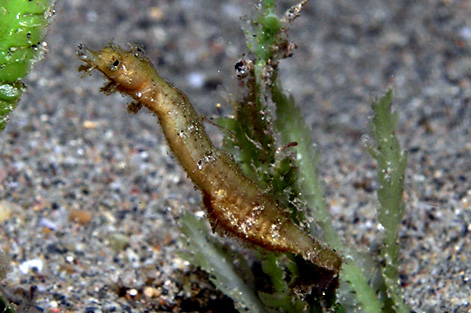
Ejemplar macho de A. tentaculata, con la puesta en su bolsa incubadora, en Timor Este
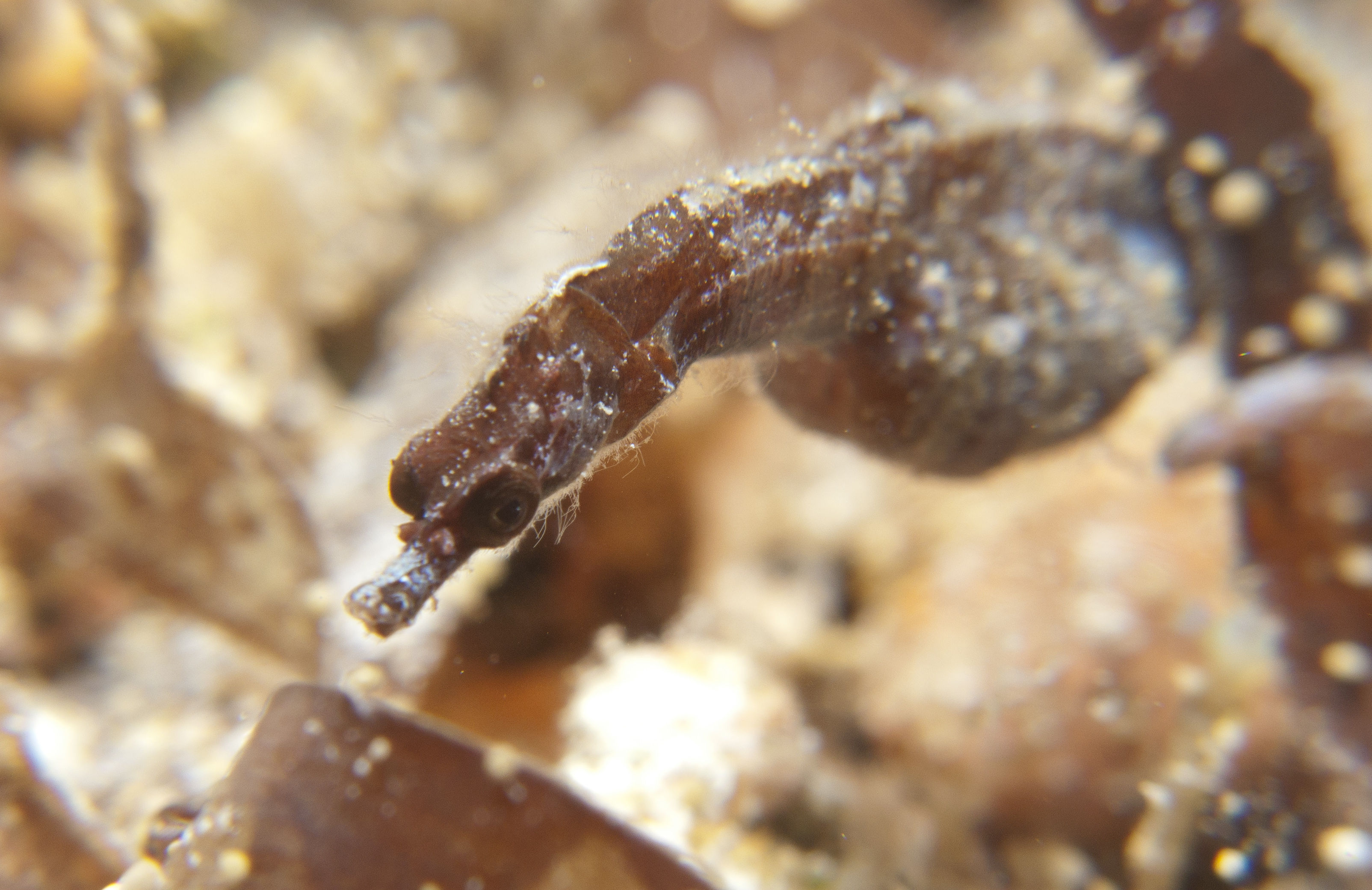
Macho de Acentronura tentaculata criando.
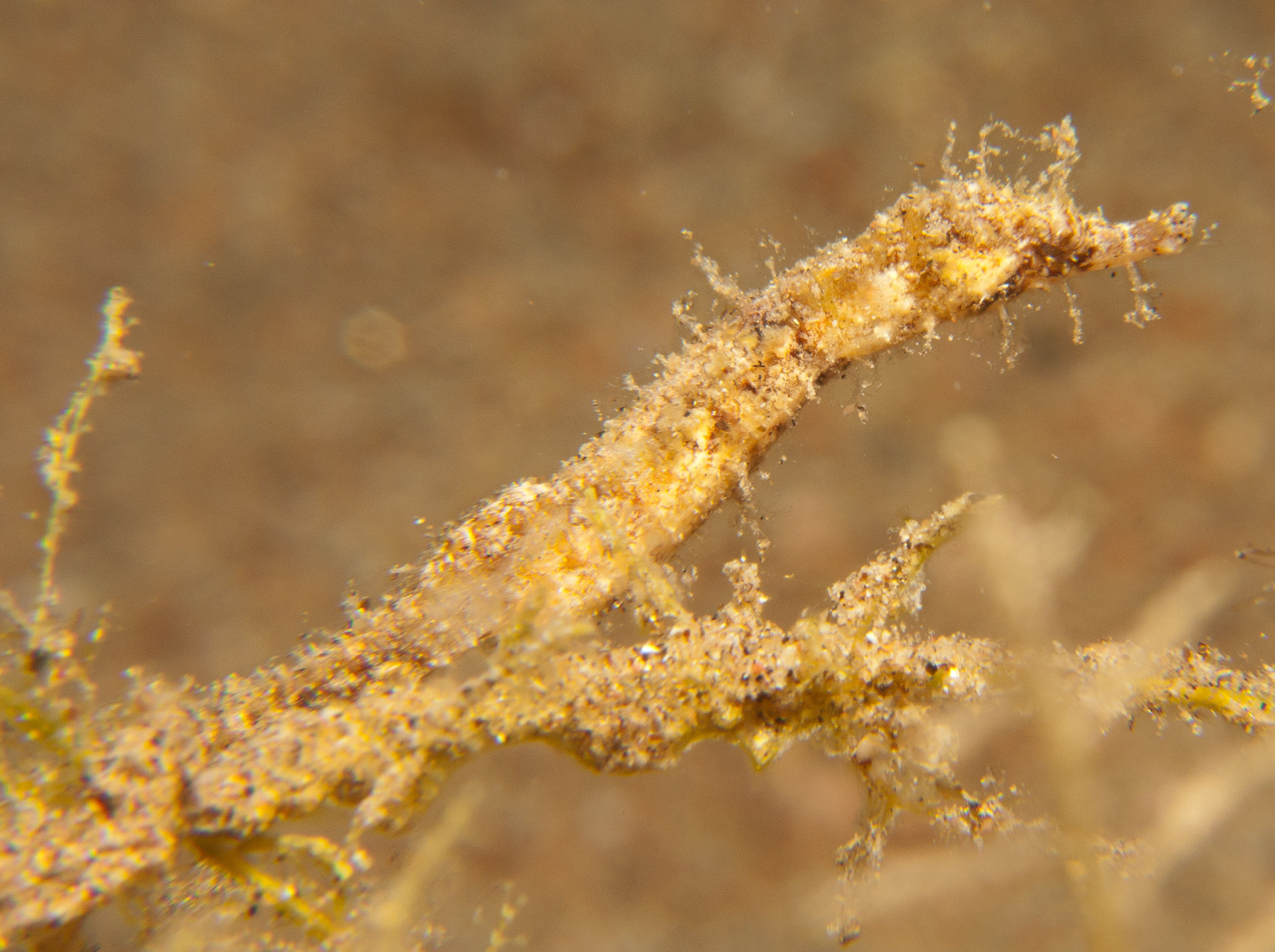
Ejemplar en Dhahab, Janub Sina', Egipto